# Radiograf Rådet
Foreningen af Radiografer i Danmark (FRD) var navnet på den faglige forening, der varetager radiografernes og de radiografstuderendes interesser i Danmark (inklusive Færøerne og Grønland). Foreningen skiftede efter kongresbeslutning 1. oktober 2011 navn til Radiograf Rådet med virkning fra 1. januar 2012.
Fagforeningen blev stiftet i 1971 og medlemstallet udgør ca. 2.600.
I 2001 ændres uddannelsen til en professionsbachelor, og forlænges med ½ år til 3½ år. De første professionsbachelorer i radiografi blev færdiguddannet i 2004.
Radiograf blev i 2002 en beskyttet titel, og kun personer med den rette autorisation må kalde sig radiografer.
Foreningens formand har siden 2023 været radiograf Christian Gøttsch Hansen.
Radiograf Rådet er medlem af Sundhedskartellet og var tidligere medlem af FTF; men siden 1. januar 2019 er FRD medlem af FH.
Fagforeningen udgiver fagbladet Radiografen, som udkommer fire gange om året.
Medlemmer har mulighed for at blive optaget som kunder i foreningens egen bank, som hedder Radiografbank.

## Eksterne kilder, links og henvisninger
- Radiograf Rådets hjemmeside Arkiveret 24. august 2007 hos  Wayback Machine